# 巴尼奥斯德里奥哈
巴尼奥斯德里奥哈，是西班牙拉里奥哈自治区的一个市镇。总面积9平方公里，总人口97人（2001年），人口密度11人/平方公里。